# Marius Macrionitis
Marius Macrionitis SJ (* 8. Oktober 1913 in Vari, Griechenland; † 8. April 1959) war römisch-katholischer Erzbischof von Athen.

## Leben
Marius Macrionitis trat der Ordensgemeinschaft der Jesuiten bei und empfing am 15. Juli 1941 das Sakrament der Priesterweihe.
Am 11. März 1953 ernannte ihn Papst Pius XII. zum Erzbischof von Athen. Der Bischof von Syros, Georges Xenopulos SJ, spendete ihm am 10. Mai desselben Jahres die Bischofsweihe; Mitkonsekratoren waren der Apostolische Exarch von Griechenland, George Calavassy, und der Erzbischof von Naxos, Andros, Tinos und Mykonos, Giovanni Francesco Filippucci.